# Gojakovići (Czarnogóra)
Gojakovići (cyr. Гојаковићи) – wieś w Czarnogórze, w gminie Mojkovac. W 2011 roku liczyła 94 mieszkańców.